# هاري ميتشيل
هاري ميتشيل (بالإنجليزية: Harry Mitchell )‏ (و. 1940 – م) هو سياسي، من الولايات المتحدة الأمريكية، ولد في فينيكس، أريزونا، هو عضوٌ في الحزب الديمقراطي الأمريكي.

## مناصب
تولى منصب عضو مجلس النواب الأمريكي، وعضو مجلس ولاية أريزونا.

## التعليم
تعلم في جامعة ولاية أريزونا.